# NGC 7671
NGC 7671 é uma galáxia lenticular (S0) localizada na direcção da constelação de Pegasus. Possui uma declinação de +12° 28' 04" e uma ascensão recta de 23 horas, 27 minutos e 19,3 segundos.
A galáxia NGC 7671 foi descoberta em 21 de Outubro de 1784 por William Herschel.